# John Hunt Morgan

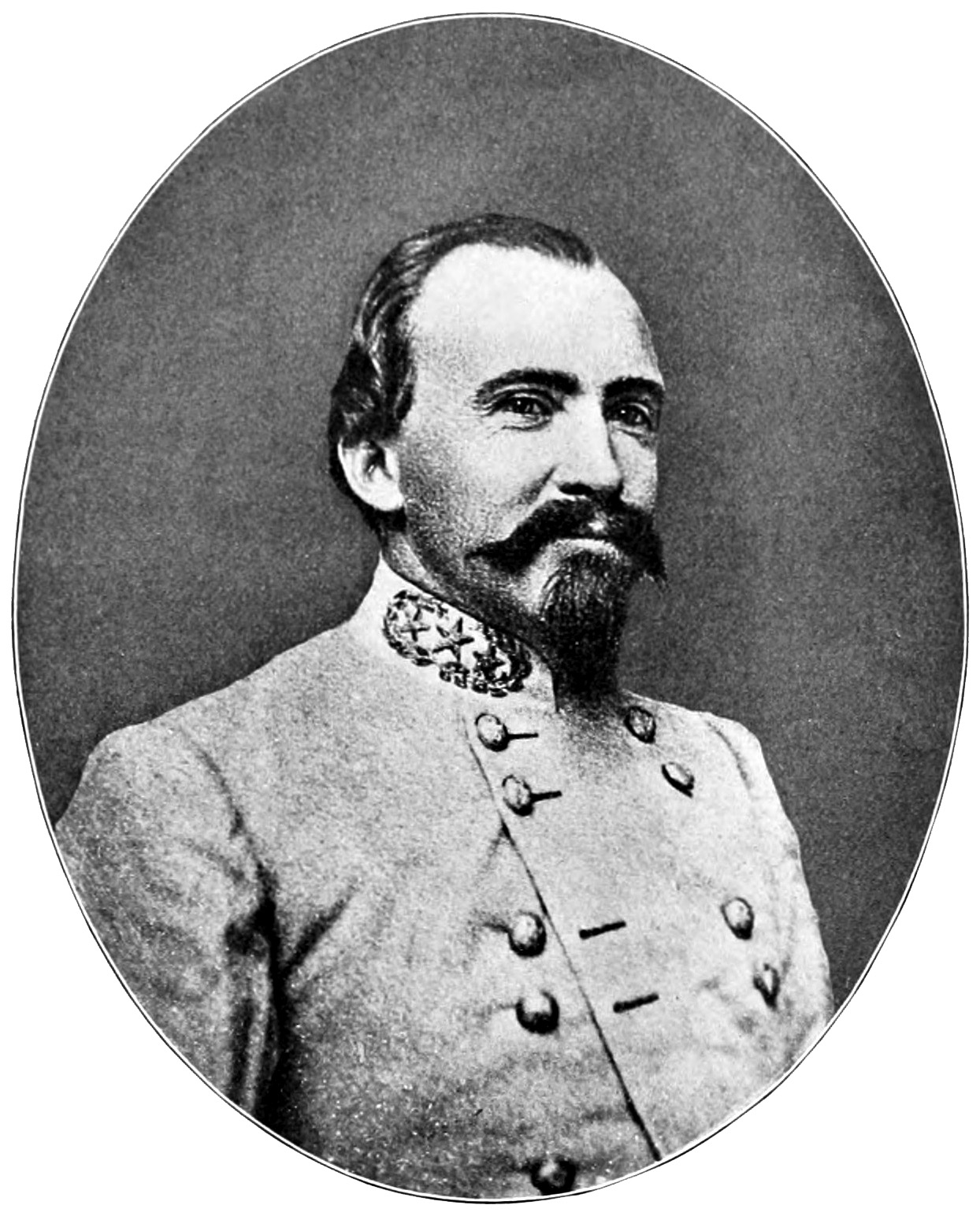
John H. Morgan

John Hunt Morgan (* 1. Juni 1825 in Huntsville (Alabama); † 4. September 1864 in Greeneville, Tennessee), auch „Thunderbolt“ genannt, war ein amerikanischer Kavallerieoffizier und Brigadegeneral der Konföderation im Amerikanischen Bürgerkrieg.
Sein Name steht vor allem für ein Aufsehen erregendes militärisches Unternehmen (Morgan’s Raid), bei dem er 2500 konföderierte Soldaten im Juli 1863 hinter die Linien der Union nach Kentucky, Indiana und Ohio führte. Dabei handelte es sich um den weitesten Vorstoß von regulären konföderierten Truppen nach Norden.

## Biografie bis zum Amerikanischen Bürgerkrieg
John Hunt Morgan wurde als ältestes der elf Kinder von Calvin und Henrietta (Hunt) Morgan in Huntsville, Alabama geboren. Morgan war ein Onkel des Naturwissenschaftlers Thomas Hunt Morgan und ein Enkel des Multimillionärs John Wesley Hunt, einem der Stadtgründer von Lexington, Kentucky. Außerdem war er ein Schwager von Basil Wilson Duke und Ambrose Powell Hill, die später ebenfalls zu Generälen des konföderierten Heeres wurden.
Die Familie musste 1831 Huntsville verlassen, da Calvin Morgan durch den Bankrott seiner Apotheke eine Steuerschuld nicht begleichen konnte. Sie siedelte nach Lexington über, wo Morgans Vater fortan eine der in Ausdehnung begriffenen Farmen seines Schwiegervaters verwaltete. Morgan besuchte für zwei Jahre das örtliche Transylvania College, doch wurde er im Juni 1844 wegen eines verbotenen Duells mit einem Verbindungsbruder vom Lehrbetrieb ausgeschlossen. Wie zuvor schon sein Vater wurde er 1846 Mitglied einer Freimaurerloge in Lexington (Daviess Lodge No. 22).
Nach Ausbruch des Mexikanisch-Amerikanischen Krieges meldete sich Morgan freiwillig zum US-Heer. Bei einer berittenen Einheit – die Bezeichnung Kavallerie war in den USA noch nicht üblich – nahm er als Mannschaftsdienstgrad unter anderem an der Schlacht von Buena Vista teil.
Nach dem Krieg kehrte er nach Kentucky zurück und betätigte sich dort zunächst mit der Herstellung und dem Vertrieb von Ausrüstungsgegenständen aus Hanf. Später konnte er einen Teil des florierenden Handelsbetriebes seines Großvaters übernehmen. 1848 ehelichte er Rebecca Gratz Bruce, die Schwester eines seiner Geschäftspartner. 1852 begann Morgan damit, eine milizionäre Artillerieeinheit aufzustellen, die aber schon zwei Jahre später wieder aufgelöst wurde.
1853 erlitt Morgans Ehefrau eine Totgeburt und erkrankte an einer infektiösen septischen Thrombose, weshalb eine Amputation vorgenommen werden musste. Über den schlechten Gesundheitszustand von Rebecca Morgan und über verschiedene Ansichten zur Sklaverei kam es zunehmend zu Spannungen zwischen Morgan und der Familie seiner Ehefrau. Wohl auch als persönlichen Ausgleich stellte Morgan ab 1857 eine Miliz-Infanterie-Kompanie auf, mit deren Ausbildung er viel Zeit verbrachte; unter dem Namen The Lexington Rifles wurde sie dann bekannt. Rebecca Morgan starb schließlich am 21. Juli 1861. Im September führte Morgan als Hauptmann seine Milizkompanie nach Tennessee, wo sie in das konföderierte Heer übernommen wurde.

## Amerikanischer Bürgerkrieg
Morgan war dann an der Aufstellung des 2. Kentucky-Kavallerie-Regiments beteiligt, zu dessen Kommandeur er im Rang eines Obersten ernannt wurde. Er kämpfte mit seiner Einheit in der Schlacht von Shiloh, woraufhin sich auf konföderierter Seite an Morgans Person mehr und mehr die Hoffnung festmachte, Kentucky für den Süden einnehmen zu können. Der Autor Robert D. Patrick aus Louisiana verglich Morgan mit dem Unabhängigkeitskriegshelden Francis Marion und schrieb, dass einige tausend Männer wie Morgan Kentucky und Tennessee wieder leicht für die Konföderation zurückgewinnen würden.
Sein erstes Unternehmen auf dem Gebiet von Kentucky begann am 4. Juli 1862. Von Knoxville aus stieß Morgan mit etwa 900 Berittenen schnell nach Norden vor und operierte drei Wochen lang im Rücken der Unionslinien unter dem Kommando von Generalmajor Don Carlos Buell. Morgan konnte nach seiner Rückkehr die Gefangennahme von 1200 Yankees, von denen er viele von der Sache des Südens überreden und zum Überlaufen bewegen konnte, die Requirierung mehrerer hundert Pferde sowie die Vernichtung von Ausrüstung und Vorräten berichten. Der strategische Erfolg seines ersten Kentucky Raids blieb zwar letztlich begrenzt, doch hatte Morgan damit das territoriale Kommando der Union in Kentucky bloßgestellt. Präsident Abraham Lincoln erhielt eine so beträchtliche Anzahl von dringlichen Hilfegesuchen, dass er zwischenzeitlich ein Chaos in Kentucky vermutet haben soll. Der Historiker Kenneth M. Noe schrieb sogar, dass dieses Unternehmen Morgans „in vielerlei Hinsicht den gefeierten Ritt um McClellan und die Potomac-Armee (Ride around McClellan) von James Ewell Brown Stuart im vorangegangenen Frühling übertroffen“ habe. Der Erfolg von Morgans Unternehmen war jedenfalls ein wesentlicher Grund für die konföderierte Heartland Offensive unter der Führung von Braxton Bragg und Edmund Kirby Smith, die im Herbst des Jahres begann. Denn der Süden hoffte, dass viele Einwohner Kentuckys im konföderierten Heer kämpfen würden, sobald diese in den Staat vorgedrungen wäre.
Am 11. Dezember 1862 wurde Morgan zum Brigadegeneral befördert. Außerdem dankte ihm der konföderierte Kongress für seine Aktionen gegen die Nachschublinien der Unionseinheiten unter Generalmajor William Starke Rosecrans im Dezember 1862 und Januar 1863. Davon ist besonders sein Erfolg im Gefecht bei Hartsville am 7. Dezember 1862 hervorzuheben. Ebenfalls noch im Dezember 1862 ehelichte er Martha (Mattie) Ready, die Tochter des früheren Kongressabgeordneten Charles Ready aus Tennessee und Cousine von William T. Haskell, der ebenfalls ein früheres Kongressmitglied aus Tennessee war.

## Morgan’s Raidvon 1863
Im Sommer 1863 setzte Morgan zu dem Unternehmen an, dass im Süden als The Great Raid of 1863 oder einfach als Morgan’s Raid bekannt wurde. Auf Unionsseite sprach man etwas abwertend zeitweise auch von dem Calico Raid („Schein-“ oder „Geister-Raid“). Dem Unternehmen lag die Absicht zugrunde, die Union dazu zu bringen, Kräfte nach Westen zu verlegen und überhaupt die Versorgungslinien des Nordens zu bedrohen.
Entgegen der von General Braxton Bragg erhaltenen Befehle, die besagten, sich südlich des Flusses zu halten, überschritt Morgan mit ungefähr 2500 Berittenen bei Brandenburg, Kentucky den Ohio. Er bewegte sich dann in nordöstlicher Richtung durch das südliche Indiana und den Süden von Ohio. In einigen größeren und kleineren Gefechten konnte er eine beträchtliche Anzahl von Männern der Union gefangen nehmen oder zum Überlaufen überreden. Der Vorstoß als koordiniertes Unternehmen endete nach etwas mehr als einem Monat am 19. Juli 1863 bei Buffington Island, Ohio. Bei dem Versuch den Ohio nach West Virginia hin zu überqueren, wurde Morgan von Unionstruppen, die von Kanonenbooten unterstützt wurden, angegriffen. 700 seiner Männer gerieten dabei gleich in Kriegsgefangenschaft; etwa 200 Männern gelang zwar die Überquerung, aber die meisten ergaben sich noch am selben Tag der Union. Morgan selbst konnte sich mit dem Rest seines Verbandes zunächst nach Norden absetzen, doch am 26. Juli musste er bei Salineville, Ohio mit seiner inzwischen ausgemergelten und abgekämpften Truppe nach einem kurzen letzten Gefecht doch kapitulieren. Salineville war der nördlichste Punkt, den die regulären Landstreitkräfte des Südens im Sezessionskrieg erreichten, abgesehen von dem sogenannten St. Albans Raid, der am 19. Oktober 1864 von wenigen Konföderierten in Zivilkleidung in St. Albans, Vermont ausgeführt wurde.
Während die meisten seiner Männer in das berüchtigte Kriegsgefangenenlager Camp Douglas bei Chicago verbracht wurden, hielt man Morgan und einige seiner Offiziere weiter in Ohio fest. Am 27. November konnten Morgan und sechs seiner Offiziere, unter denen sich mit dem Spion Thomas H. Hines ein enger Vertrauter Morgans befand, aus ihren Zellen im Ohio-Staatsgefängnis ausbrechen. Dazu hatten sie von Hines' Zelle aus einen Tunnel in den Innenhof gegraben. Von dort aus konnten sie mit einem aus Decken und metallenen Kojenteilen selbst gefertigten Seil die Gefängnismauer überklettern. Morgan und drei seiner Offiziere bestiegen kurz nach Mitternacht einen Zug am nahe gelegenen Bahnhof von Columbus, Ohio, mit dem sie am nächsten Morgen Cincinnati erreichten. Morgan und Hines sprangen ab, bevor der Zug in den Bahnhof eingefahren war. Sie konnten dann ein Boot an sich bringen, mit dem sie den Ohio überquerten und schließlich nach Kentucky entkamen. Mit der Hilfe von Sympathisanten des Südens erreichten sie bald darauf tatsächlich die konföderierten Linien. Am Tag von Morgans Flucht, hatte seine Frau in Tennessee eine Tochter zur Welt gebracht, die tragischerweise noch vor seiner Rückkehr gestorben war.
Morgan's Raid war von den Zeitungen des Nordens und des Südens und zum Teil auch im Ausland sehr interessiert verfolgt worden. Und tatsächlich hatte er auch der militärischen Führung der Union einiges Kopfzerbrechen bereitet. Der größte strategische Effekt ist wohl darin zu sehen, dass die Union als Gegenmaßnahme fast 110.000 Mann und starke Kavalleriekräfte in Illinois, Indiana und Ohio mobilisieren und dazu eine große Anzahl von Kanonenbooten auf dem Ohio einsetzen musste. Die finanziellen Aufwendungen zur Abwehr des Unternehmens waren angeblich so hoch, dass entsprechende Kompensationsforderungen noch bis ins frühe 20. Jahrhundert hinein an die US-Regierungen herangetragen worden sein sollen. Dennoch ist der strategische Wert von Morgan's Raid eher gering einzuschätzen. Hinzu kommt für die konföderierte Armee der unersetzliche Verlust von hervorragenden Kavallerieeinheiten, während die Unionsarmee ihre erlittenen Verluste an Material und Personal bald wieder ausgleichen konnte. Außerdem bedeute der Verlust von Morgans Kavalleriebrigade, der etwa zur gleichen Zeit wie die Niederlagen von Vicksburg und Gettysburg erfolgte, für die Moral des Südens einen weiteren Rückschlag.

## Nach dem1863er Raid
Nach seiner Rückkehr hatte „Thunderbolt“ Morgan das Vertrauen seines Vorgesetzten General Bragg offenbar weitgehend verwirkt. Er wurde nun im Kommandostab der konföderierten Truppen für Tennessee sowie für das südwestliche Virginia eingesetzt und war an der Planung und Ausführung einer bedeutenden Operation nur noch einmal beteiligt.
Bei seinem letzten Raid marschierte Morgan Ende Mai 1864 vom südwestlichen Virginia aus in nordwestliche Richtung nach Kentucky hinein. Er verfügte noch über 2.000 Mann, von denen aber aus Mangel an Pferden nur noch die Hälfte beritten war. Als er nach mehreren Kämpfen am 9. Juni Mount Sterling in Nordost-Kentucky erreichte, hatte er etwa 380 Gefangene gemacht. Um sich schneller in westlicher Richtung gegen Lexington wenden zu können, ließ er die Gefangenen und seine nicht berittenen Soldaten in Mount Sterling zurück, wo sie bereits am nächsten Tag einem Überraschungsangriff der Unionstruppen unterlagen. Morgan konnte mit der ihm verbliebenen Kavallerie trotz einiger Zusammenstöße mit Einheiten der Union von der Umgebung Lexingtons aus entlang der Kentucky Central Railroad noch bis ins weiter nördlich gelegene Cynthiana, Kentucky gelangen. Am 11. Juni 1864 verlor er dort aber in vier unmittelbar aufeinander folgenden schweren Gefechten viele seiner Männer. Somit musste Morgan seinen letzten Kentucky Raid mit einer schnellen, direkten Flucht zurück nach Virginia beenden.

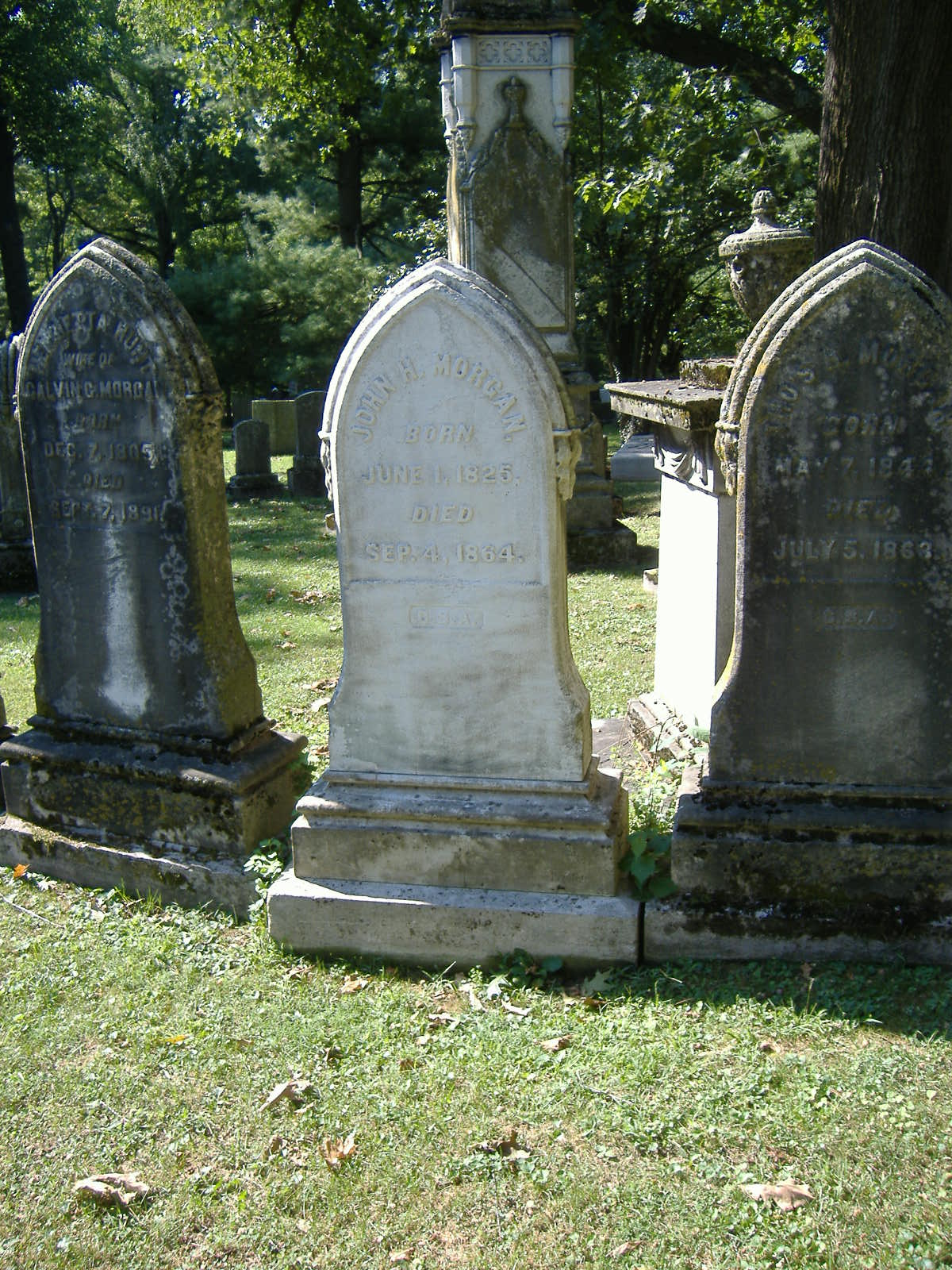
Morgans Grab in Lexington

Einige Wochen nach diesem letzten Kentucky-Raid war Morgan von Anschuldigungen betroffen, die mit dem Überfall auf eine Zivilbank in Mount Sterling zusammenhingen. Einige seiner Männer waren an diesem Bankraub tatsächlich beteiligt, doch gibt es bis heute offenbar keinen Hinweis darauf, dass er selbst davon Kenntnis hatte. Morgan war jedenfalls damit beschäftigt, ihn entlastendes Material zusammenzutragen und sich auf eine anstehende Verhandlung vorzubereiten. Seit dem Vorabend des 4. September 1864 hielt er sich im Haus eines Freundes in Greeneville, Tennessee auf, während einige seiner Männer in der Nähe lagerten.
Am Morgen des 4. September geriet Morgan in den Feuerüberfall einer unerwartet weit vorgerückten Einheit der Union. Während der Schießerei kam Thunderbolt Morgan in den Straßen von Greeneville unter nicht völlig geklärten Umständen um. Einerseits hieß es, er wurde niedergeschossen, weil er sich einer Gefangennahme durch die Union entziehen und fliehen wollte; einige seiner Soldaten behaupteten aber, dass er getötet wurde, um so einen erneuten, für die Union peinlichen Ausbruch aus der Gefangenschaft auszuschließen. Die tödlichen Schüsse, die ihn von hinten trafen, soll der zu den Yankees übergelaufene Schütze Andrew J. Campbell abgefeuert haben. John Hunt Morgan wurde auf dem Friedhof von Lexington beigesetzt. Sein Begräbnis fand kurz vor der Geburt seiner zweiten Tochter statt.

## Erinnerung und Trivia
Die Hart County High School in Munfordville, Kentucky, durch das Thunderbolts Soldaten einst gezogen waren, nannte ihr Maskottchen in Anlehnung an Morgans Männer The Raider. In Munfordville stellt außerdem ein großes Wandbild John Hunt Morgan dar. In Lexington wurde im Jahr 1911 das John Hunt Morgan Memorial, ein bronzenes Reiterstandbild auf einem Granitsockel, eingeweiht. Morgans früheres Wohnhaus in Lexington konnte erhalten werden. Heute ist es Teil eines musealen, historischen Stadtteils von Lexington und beherbergt unter anderem ein Bürgerkriegsmuseum.
In dem Hollywoodfilm Lockende Versuchung mit Gary Cooper und Anthony Perkins wird Morgans Raid, allerdings in historisch nicht ganz exakter Weise, zum Teil als Handlungshintergrund verwendet.